# Aeroportul Telfair-Wheeler
Aeroportul Telfair-Wheeler (IATA: MQW, ICAO: KMQW, FAA LID: MQW) este un aeroport din Georgia, Statele Unite ale Americii ce deservește zona McRae⁠(d).
Situat la o altitudine de 62 m, aeroportul dispune de 1 pistă.

## Infrastructură

### Piste
Aeroportul dispune de o singură pistă. Pista 03/21 are suprafața de asfalt și dimensiunile 5.000 picioare × 75 picioare. 